# Rosental an der Kainach
Rosental an der Kainach osztrák község Stájerország Voitsbergi járásában. 2017 januárjában 1671 lakosa volt.

## Elhelyezkedése

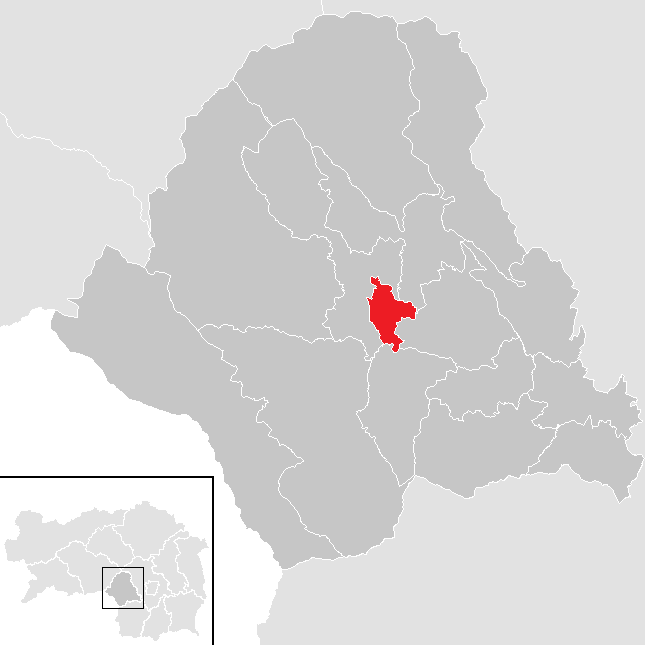
Rosental an der Kainach a Voitsbergi járásban

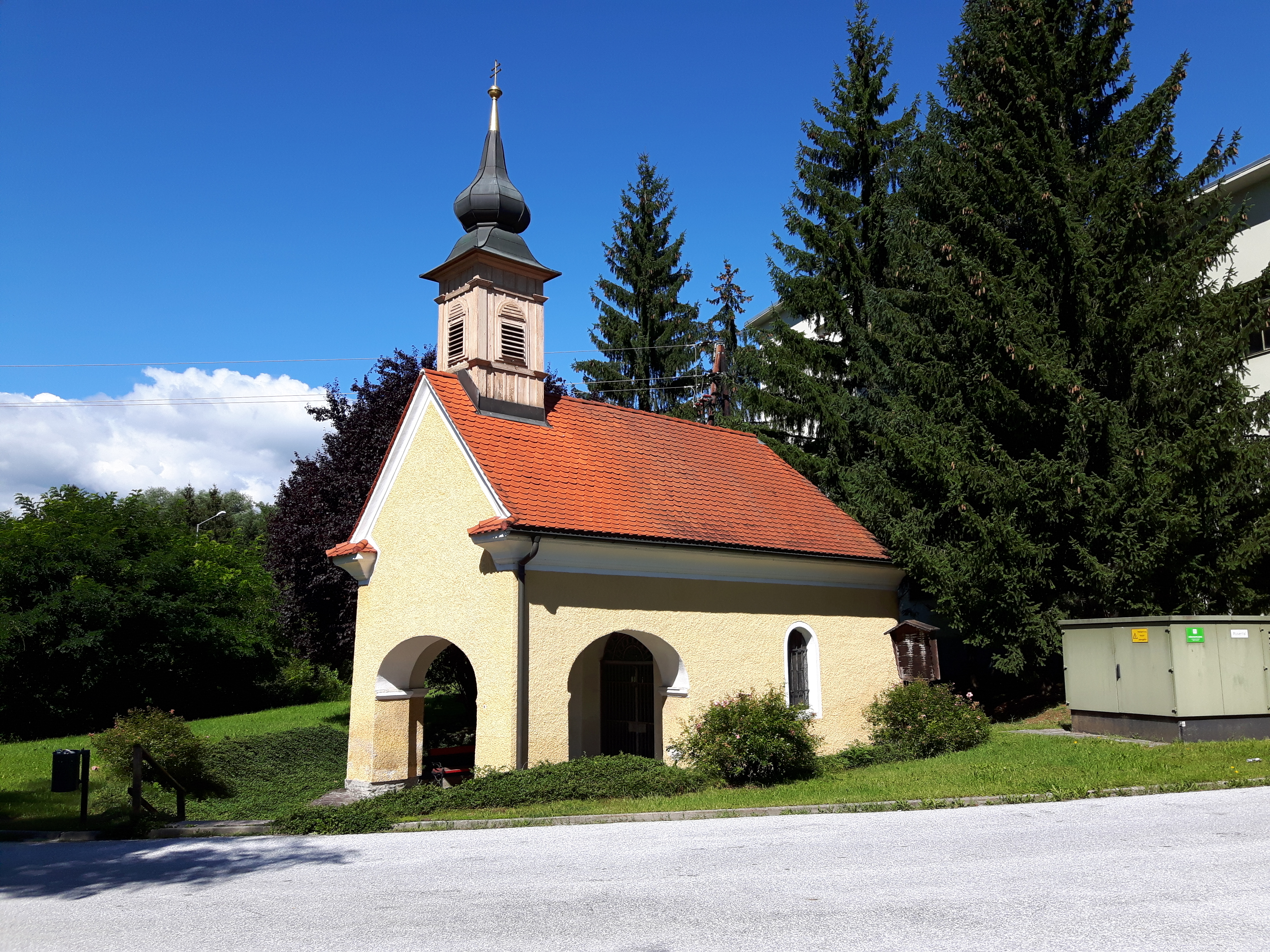
Rosental kápolnája

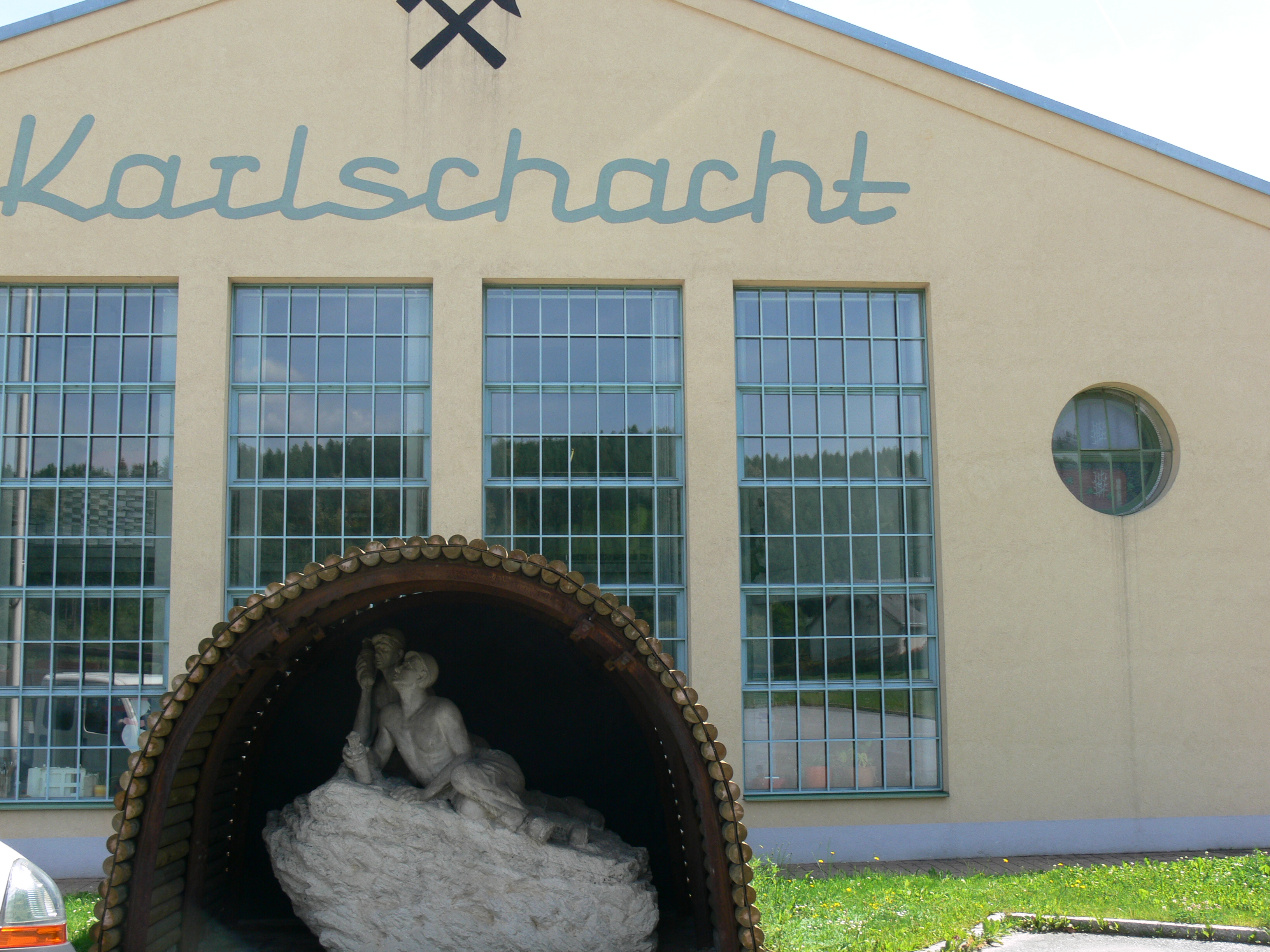
A bányászmúzeum

Rosental an der Kainach a tartomány középső részén fekszik a Nyugat-Stájerország régióban, Graztól nyugatra. Keleti határán érinti a Kainachot (a Mura mellékfolyóját). Korábban bányásztelepülés volt, a köflach-voitsbergi barnaszénmezőt termelték ki. Az önkormányzathoz egyetlen település és katasztrális község (Rosental) tartozik.
A környező települések: északkeletre Bärnbach, keletre Voitsberg, délre Sankt Martin am Wöllmißberg, északnyugatra Köflach.

## Története
Rosental először 1381-ben jelenik meg az írásos forrásokban.
1708-ban a Kainach árvize a falu nagy részét elöntötte, a hidakat pedig elragadta. A napóleoni háborúk alatt a franciák háromszor (1797, 1800, 1805) vonultak át a településen, elhajtva a jószágot. 1848-ban János főherceg megvásárolta a Mária-akna szénbánya többségi tulajdonát. A vasút (Graz-Köflach vonal) 1860-ban ért el Rosentalba.
Az első világháborúban a kápolna két harangját leszerelték és beolvasztották. A szénbányák őrzését a hadsereg vette át és bevezették a szén állami elosztását. A háború után a rosentaliak döntő többsége a szociáldemokratákra szavazott. Hatalmas mértékű volt az infláció, míg 1919-ben egy munkáscsalád élelmiszerszükséglete 2 ezer koronába került, 1922-re ez 195 ezer koronára nőtt. Az inflációt a schilling 1922-es bevezetése állította meg.
Ausztria 1938-as csatlakozása a Német Birodalomhoz mérsékelt lelkesedést váltott ki a rosentaliakból. A népszavazáson azonban közel 100% a csatlakozásra voksolt, ugyanis a szavazás nyílt volt és a szavazótáblát fegyveres SA-tagok őrizték. A második világháború vége felé Romániából és Jugoszláviából ékező menekülteket szállásoltak el a faluban. A szövetségesek több ízben bombázták a bányákat, amelyek során egy munkásbarakk megsemmisült és hatan meghaltak. A fegyverletétel után 1945 júliusáig a szovjetek, utána britek szállták meg Rosentalt.
1990-ben a Károly-akna bezárásával véget ért a szénbányászat 150 éves korszaka Rosentalban.

## Lakosság
A Rosental an der Kainach-i önkormányzat területén 2017 januárjában 1671 fő élt. A lakosság 1951 óta (akkor 2358 fő) folyamatosan csökken. 2015-ben a helybeliek 93,3%-a volt osztrák állampolgár; a külföldiek közül 0,6% a régi (2004 előtti), 2,1% az új EU-tagállamokból érkezett. 0,8% a volt Jugoszlávia (Szlovénia és Horvátország nélkül) vagy Törökország, 3,3% egyéb országok polgára. 2001-ben a lakosok 79,9%-a római katolikusnak, 2,1% evangélikusnak, 1,4% mohamedánnak, 14,4% felekezet nélkülinek vallotta magát.

## Látnivalók
- a rosentali kápolna
- az általános iskola műemléki épülete
- a Károly-aknánál berendezett bányászmúzeum

## Fordítás
- Ez a szócikk részben vagy egészben  a   Rosental an der Kainach című német Wikipédia-szócikk ezen változatának fordításán alapul.  Az eredeti cikk szerkesztőit annak laptörténete sorolja fel. Ez a jelzés csupán a megfogalmazás eredetét és a szerzői jogokat jelzi, nem szolgál a cikkben szereplő információk forrásmegjelöléseként.